# Швеглер, Пирмин
Пи́рмин Шве́глер (нем. Pirmin Schwegler, 9 марта 1987, Эттисвиль) — швейцарский футболист, полузащитник. Выступал за сборную Швейцарии.

## Карьера

### Клубная
Профессиональную футбольную карьеру Швеглер начал в клубе «Люцерн», в котором он отыграл 2 года, затем ещё сезон он провёл в клубе «Янг Бойз». В 2006 году, решив попробовать себя в более сильном чемпионате, Швеглер перешёл в немецкий «Байер 04» и 17 сентября дебютировал в Бундеслиге.
Отыграв три сезона в леверкузенском клубе и так и не став игроком основного состава, в 2009 году Швеглер перешёл в другой немецкий клуб — «Айнтрахт» из Франкфурта-на-Майне. В сезоне 2011/12 Пирмин был назначен капитаном клуба.
В мае 2014 года Швеглер подписал контракт с «Хоффенхаймом» до 2017 года.
Летом 2017 года Швеглер подписал двухлетний контракт с «Ганновером» с опцией продления ещё на один сезон.
В мае 2019 года Швеглер перешёл в клуб чемпионата Австралии «Уэстерн Сидней Уондерерс». По окончании сезона 2019/20 Швеглер завершил карьеру футболиста.

### Международная
В национальной сборной Пирмин Швеглер дебютировал в августе 2009 года. Швеглер был включён в заявку сборной Швейцарии на чемпионат мира 2010. В марте 2015 года Швеглер объявил о завершении карьеры в сборной.

## Личная жизнь
Пирмин — брат игрока клуба «Люцерн» Кристиана Швеглера.
В возрасте 18 лет у Швеглера был выявлен острый лейкоз, от которого он полностью излечился в 2003 году.